# Качанов, Александр Иванович
Александр Иванович Качанов (29 марта 1928, Краснодар, РСФСР, СССР — 24 января 2020, Москва, Россия) — советский государственный, хозяйственный и партийный деятель.

## Биография
Родился в 1928 году. Член ВКП(б).
С 1948 года — на хозяйственной, общественной и партийной работе.

### Послужной список
- 1951—1953 гг. — 1-й секретарь Краснодарского городского комитета ВЛКСМ;
- 1953—1958 гг. — 1-й секретарь Краснодарского краевого комитета ВЛКСМ;
- 1958—1960 гг. — 1-й секретарь Первомайского районного комитета КПСС (Краснодар);
- 1960—1962 гг. — 2-й секретарь Краснодарского городского комитета КПСС;
- 1962—1963 гг. — председатель Исполнительного комитета Краснодарского городского Совета;
- 1963—1964 гг. — 1-й секретарь Краснодарского промышленного краевого комитета КПСС;
- 1964—1969 гг. — 2-й секретарь Краснодарского краевого комитета КПСС;
- 1969—1974 гг. — советник Посольства СССР в Монголии по экономическим вопросам;
- 1974—1978 гг. — начальник Отдела по экономическому и техническому сотрудничеству с Монголией ГКЭС СМ СССР;
- 1978—1983 гг. — советник Посольства СССР на Кубе по экономическим вопросам;
- 1983—1988 гг. — 1-й заместитель Председателя ГКЭС СССР;
- 1988—1991 гг. — 1-й заместитель Министра внешнеэкономических связей СССР;
- 1992—2001 гг. — торговый представитель Российской Федерации в КНР.

Член Исполнительного Совета Центрального Правления Общества российско-китайской дружбы
Избирался депутатом Верховного Совета РСФСР 6-го и 7-го созывов.